# 博伊特尔斯巴赫
博伊特尔斯巴赫是德国巴伐利亚州的一个市镇。总面积20.39平方公里，总人口1140人，其中男性567人，女性573人（2011年12月31日），人口密度56人/平方公里。